# Linn Persson
Linn Persson (Torsby, 27 juni 1994) is een Zweeds biatlete. Person vertegenwoordigde haar land op de op de Olympische Winterspelen 2018 in Pyeongchang en op de Olympische Winterspelen 2022 in Peking.  

## Carrière
Persson maakte haar wereldbekerdebuut in het seizoen 2014/2015 maar wist geen punten te veroveren dat zou ze pas een seizoen later doen. In 2016/2017 wist ze opnieuw geen punten te scoren, maar in 2017/2018 weer wel en eindigde ze als 51e in de eindstand. In het seizoen 2018/2019 deed ze beter met een 28e plaats en het seizoen erop verbeterde ze opnieuw met een 19e plaats. Tijdens het de wereldbeker in Annecy-Le Grand Bornand in het seizoen 2019/2020 veroverde Persson haar eerste podiumplaats in een individueel wereldbeker met een derde plaats in een massastart.
In het seizoen 2020/2021 eindigde ze 14e. In 2021/2022 werd ze 17e overall maar reed geen resultaat individueel, ze behaalde voor de andere top 20 resultaten. Tijdens het seizoen 2022/2023 werd Persson omwille van 4 podiumplaatsen een geloofwaardige podiumpretendent voor individuele nummers.
Ze maakte haar debuut op de wereldkampioenschappen in 2016 met als beste resultaat een 10e plaats in de estafette. In 2017 nam ze niet deel maar in 2019 won ze zilver in de estafette en had ze een vijfde plaats in de gemengde estafette. Ze eindigde ook als negende op de massastart, het jaar erop eindigde ze als 5e in de estafette. Op het wereldkampioenschap 2021 wist ze brons te halen in de gemengde estafette en een vijfde plaats in de estafette. 
In 2018 nam ze voor het eerst deel aan de Olympische Spelen waar er een zilveren medaille haalde in de estafette en individueel elfde werd. In 2022 nam ze opnieuw deel en wist Olympisch kampioene te worden in de estafette met de Zweedse ploeg, ze werd ook vijfde in de achtervolging. 

## Resultaten

### Olympische Winterspelen
| Jaar | Plaats      | Onderdeel   | Onderdeel | Onderdeel     | Onderdeel  | Onderdeel | Onderdeel          |
| Jaar | Plaats      | Individueel | Sprint    | Achtervolging | Massastart | Estafette | Gemengde estafette |
| ---- | ----------- | ----------- | --------- | ------------- | ---------- | --------- | ------------------ |
| 2018 | Pyeongchang | 11e         | 37e       | 21e           | 22e        | ↑         | –                  |
| 2022 | Peking      | 15e         | 12e       | 5e            | 24e        | ↑         | –                  |

### Wereldkampioenschappen
| Jaar | Plaats     | Onderdeel   | Onderdeel | Onderdeel     | Onderdeel  | Onderdeel | Onderdeel          | Onderdeel                 |
| Jaar | Plaats     | Individueel | Sprint    | Achtervolging | Massastart | Estafette | Gemengde estafette | Single gemengde estafette |
| ---- | ---------- | ----------- | --------- | ------------- | ---------- | --------- | ------------------ | ------------------------- |
| 2016 | Oslo       | 36e         | 34e       | 40e           | –          | 10e       | 12e                |                           |
| 2017 | Hochfilzen | –           | –         | –             | –          | –         | –                  |                           |
| 2019 | Östersund  | 15e         | 42e       | 21e           | 9e         | Zilver    | 5e                 | –                         |
| 2020 | Antholz    | 47e         | 44e       | 32e           | –          | 5e        | 11e                | –                         |
| 2021 | Pokljuka   | 21e         | 16e       | 19e           | 11e        | 5e        | Brons              | –                         |
| 2023 | Oberhof    | 2           | 3         | 10e           | 8e         | 3         | –                  | –                         |

*Tijdens een Olympisch jaar wordt er geen WK georganiseerd.

*De single gemengde estafette (single mixed relay) wordt gelopen sinds 2019.

### Wereldbeker
Eindklasseringen
| Seizoen   | Algemeen | Individueel | Sprint | Achtervolging | Massastart |
| --------- | -------- | ----------- | ------ | ------------- | ---------- |
| 2014/2015 | –        | –           | –      | –             | –          |
| 2015/2016 | 59e      | 48e         | 54e    | 55e           | –          |
| 2016/2017 | –        | –           | –      | –             | –          |
| 2017/2018 | 51e      | 17e         | 55e    | 64e           | –          |
| 2018/2019 | 28e      | 22e         | 33e    | 24e           | 22e        |
| 2019/2020 | 19e      | 40e         | 29e    | 11e           | 18e        |
| 2020/2021 | 14e      | 10e         | 15e    | 13e           | 17e        |
| 2021/2022 | 19e      | –           | 14e    | 17e           | 17e        |
| 2022/2023 | 13e      | 31e         | 8e     | 9e            | 16e        |

Wereldbekerzeges
| Nr.        | Datum            | Plaats               | Onderdeel                 |
| Estafettes | Estafettes       | Estafettes           | Estafettes                |
| ---------- | ---------------- | -------------------- | ------------------------- |
| 1.         | 4 maart 2021     | Nové Město na Moravě | 4 x 6 km estafette        |
| 2.         | 14 maart 2021    | Nové Město na Moravě | Single gemengde estafette |
| 3.         | 11 december 2021 | Hochfilzen           | 4 x 6 km estafette        |
| 4.         | 1 december 2022  | Kontiolahti          | 4 × 6 km estafette        |

1992: Niogret, Claudel, Briand ·
1994: Talanova, Snytina, Noskova, Reztsova ·
1998: Disl, Zellner, Apel, Schaaf ·
2002: Apel, Disl, Henkel, Wilhelm ·
2006: Bogali, Isjmoeratova, Zajtseva, Achatova ·
2010: Sleptsova, Bogali, Zajtseva, Medvedtseva · 
2014: Semerenko, Dzjyma, Semerenko, Pidhroesjna · 
2018: Skardino, Krjoeko, Alimbekava, Domratsjeva · 
2022: Persson, Brorsson, H. Öberg, E. Öberg